# Kościół w Pomellen
Kościół w Pomellen (niem. Dorfkirche Pomellen) – ewangelicka świątynia znajdująca się w Pomellen, części niemieckiej gminy Nadrensee. Filia parafii Retzin.
Kościół wzniesiono w XIV wieku i odrestaurowano w latach 90. XX wieku.
Świątynia zbudowana na wzniesieniu, na planie prostokąta, przykryta dachem dwuspadowym. Nie posiada wieży. Przy kościele znajduje się wolno stojąca, drewniana dzwonnica.
Do 1997 była filią parafii Nadrensee, w latach 1997–2005 – parafii Rosow, od grudnia 2005 należy do parafii Retzin.

## Galeria

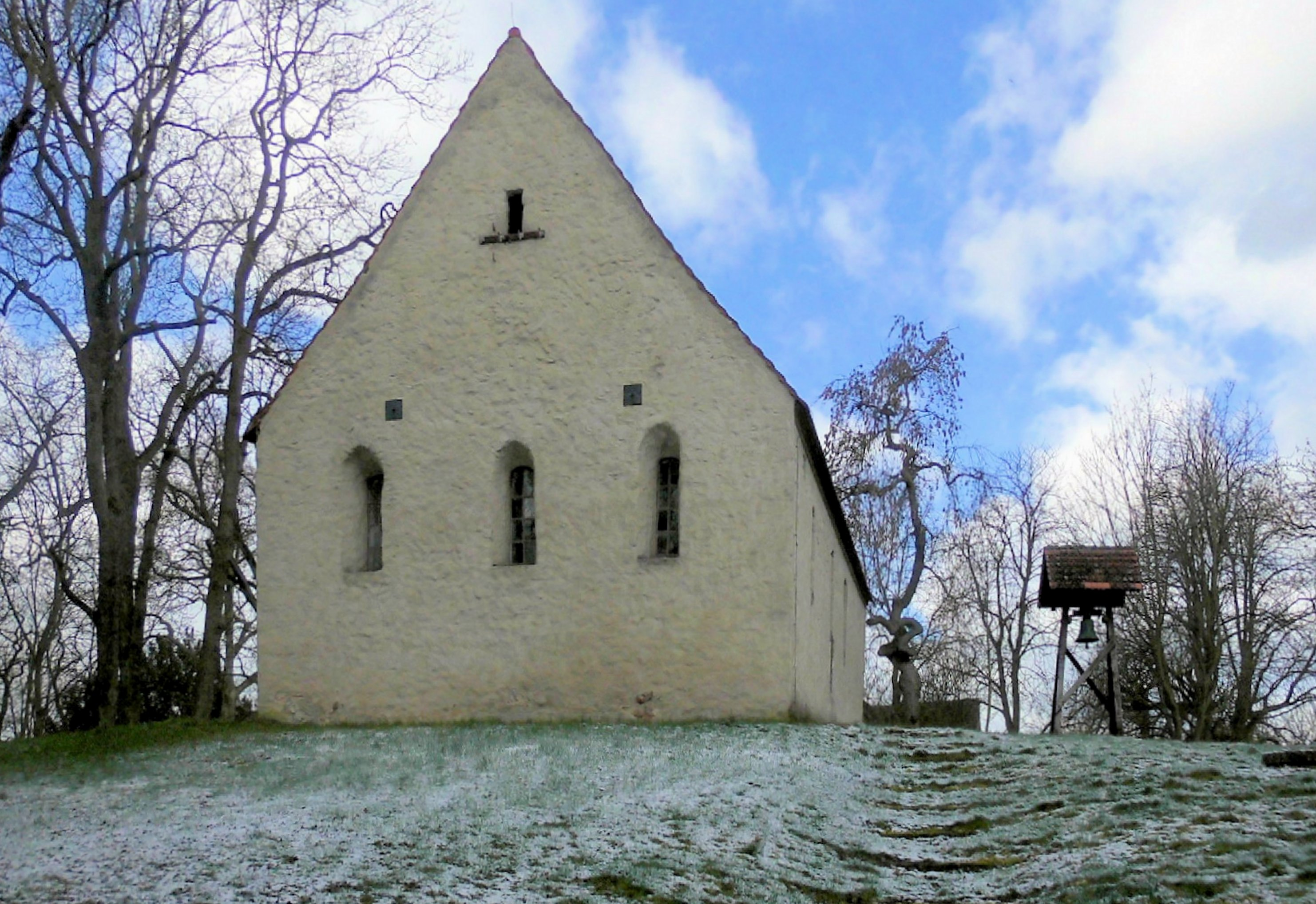
Widok ze wschodu
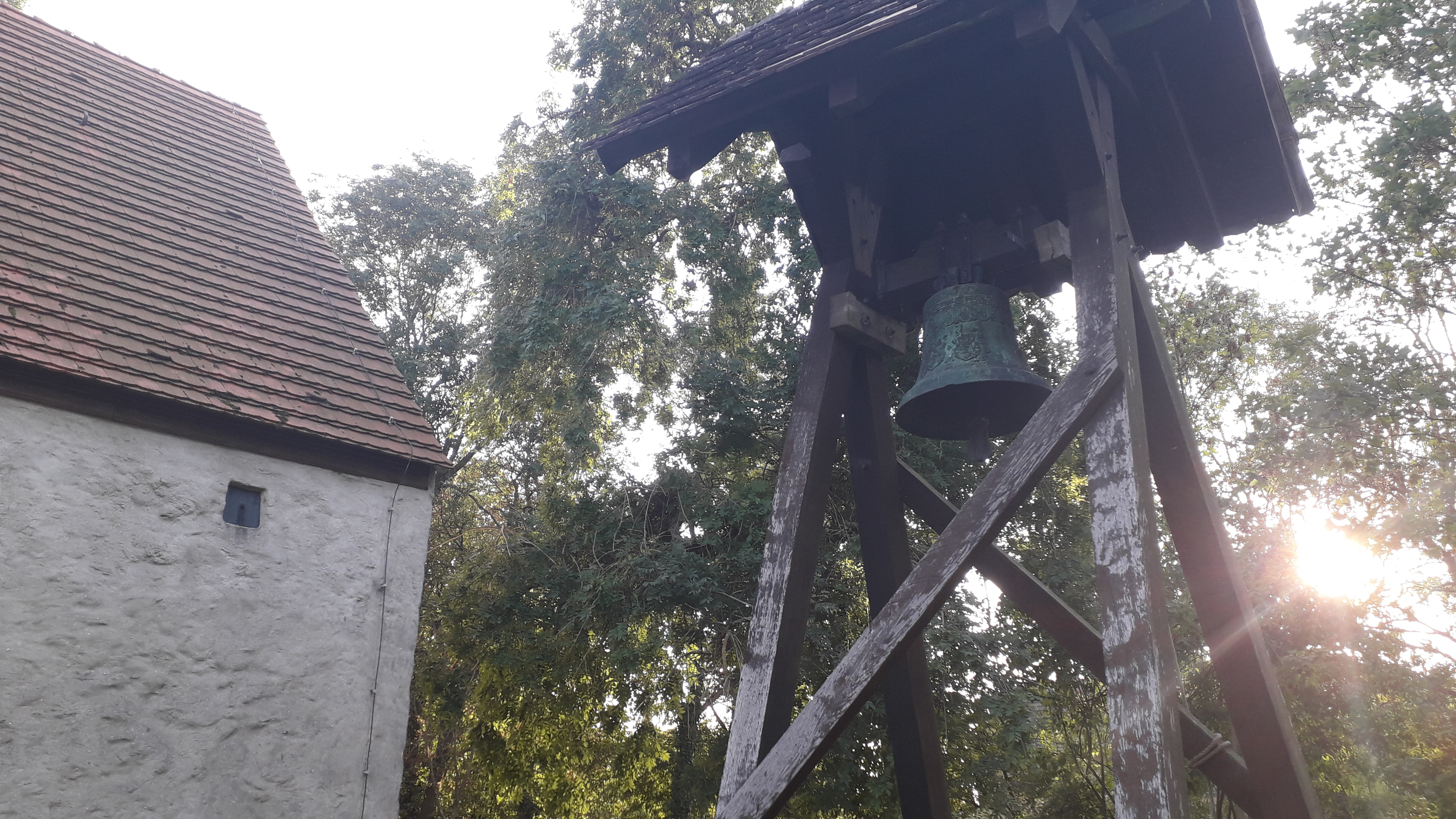
Dzwonnica